# Цыгане в Хорватии

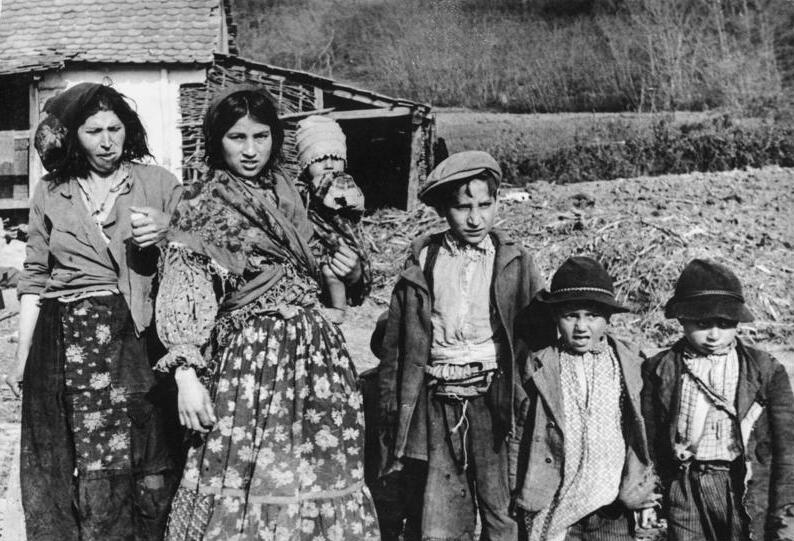
Цыганские женщины в традиционных платьях и их дети недалеко от Загреба, 1941 год.

Цыгане проживают в Хорватии уже более 600 лет и сконцентрированы в основном в северных регионах страны.
Значительное количество цыганских беженцев в Хорватии являются выходцами из области этнического конфликта в Боснии и Герцеговине.
В Хорватии действует более 120 общественных организаций цыганского меньшинства. Одними из наиболее известных являются Союз хорватских ромов и Альянс ромов в Республике Хорватия «Кали Сара».

## История

### Происхождение
Цыгане первоначально пришли в Европу из Северной Индии, предположительно с территории современных северо-западных индийских штатов Раджастхан и Пенджаб.
Лингвистические данные бесспорно показали, что корни цыганского языка лежат в Индии: язык имеет грамматические характеристики индийских языков и разделяет с ними большую часть основного словарного запаса, например, части тела или повседневную жизнь.
Точнее, цыганский язык разделяет основной лексикон с хинди и панджаби. Он имеет много общих фонетических особенностей с марвари, а его грамматика ближе всего к бенгальскому языку.
Генетические данные 2012 года позволяют предположить, что цыгане возникли на северо-западе Индии и мигрировали группой. Согласно генетическому исследованию, проведённому в 2012 году, предки нынешних зарегистрированных племён и зарегистрированных кастовых популяций Северной Индии, традиционно называемых дома, вероятно, являются предковыми популяциями современных европейских цыган.
В феврале 2016 года во время Международной конференции ромов министр иностранных дел Индии заявил, что представители цыганской общины — дети Индии. Конференция завершилась рекомендацией правительству Индии признать общину рома, проживающую в 30 странах, частью индийской диаспоры.

### Миграция в Хорватию
Цыгане впервые упоминаются в Республике Рагуза в 1362 году в некоторых коммерческих записях. Десять лет спустя цыгане были зарегистрированы как проживающие в Загребе, где они были торговцами, портными и мясниками.
Различные группы цыган жили в Хорватии с XIV века. Во второй половине XIV века они поселились в таких местах, как Дубровник, Загреб, Пула и Шибеник, и работали торговцами, ремесленниками и артистами.
В средние века цыгане, жившие в городах, жили вместе с остальным населением. Согласно «litteras promotorias», кочевые цыганские группы также обладали полномочиями самостоятельно разрешать все внутригрупповые конфликты.
Мария Терезия и Иосиф II в постановлениях, изданных в 1761, 1767 и 1783 годах, объявили вне закона кочевой образ жизни цыган, заставили их принять местные нормы одежды и языки, установили правила в отношении личных и фамилий и ограничили их выбор профессий.
Большие группы цыган прибыли в Хорватию в XIX веке из Румынии после отмены там цыганского рабства в 1855 году.

### Вторая мировая война
От примерно 20 000 до примерно 30 000 хорватских цыган были казнены офицерами полиции-усташами в Независимом государстве Хорватия во время Второй мировой войны.

## Демография

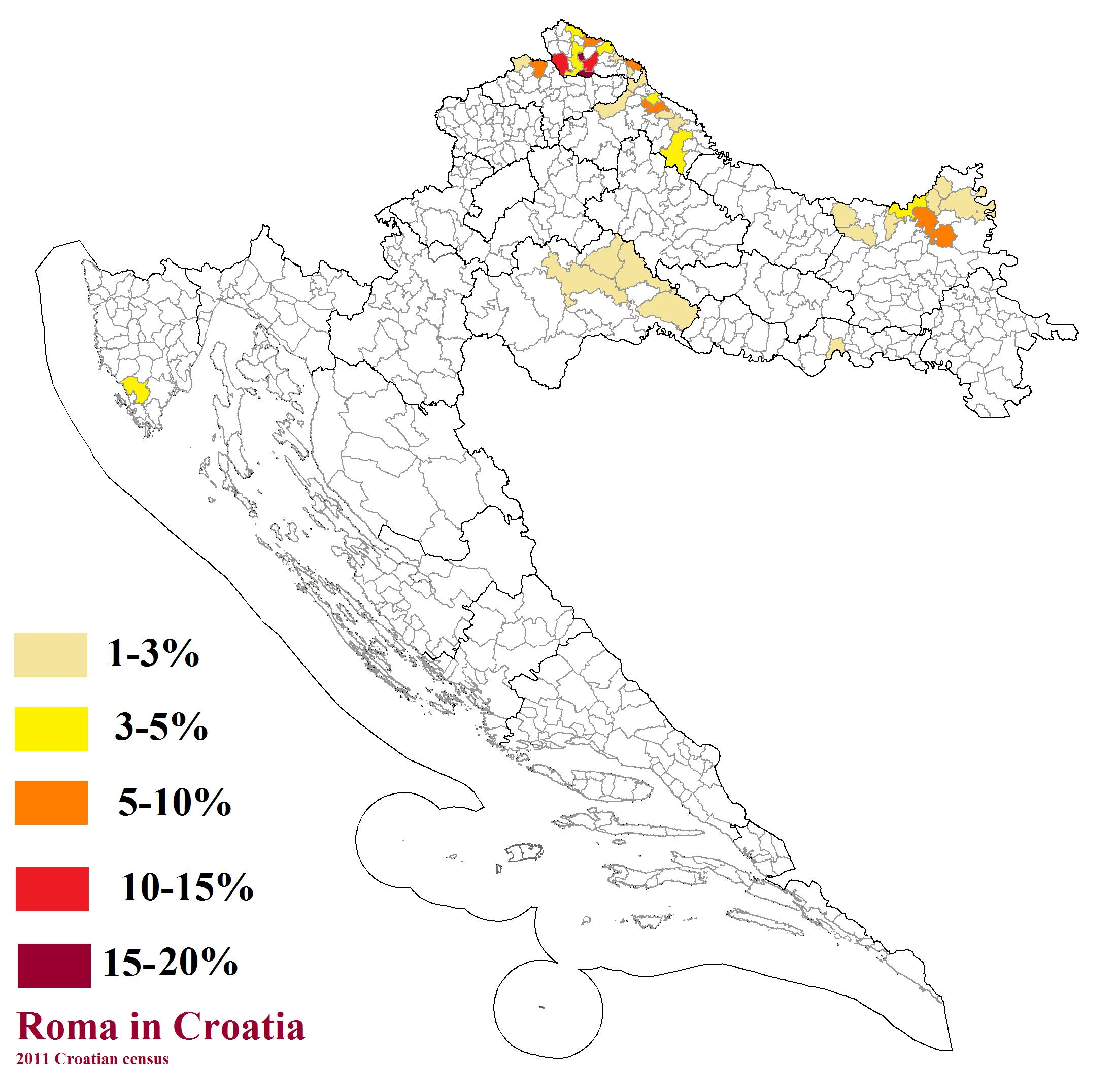
Цыгане по муниципалитетам, согласно переписи населения Хорватии 2011 года.

Хорватская перепись 2011 года выявила в Хорватии 16 675 цыган, или 0,4 % от всего населения. В 2001 году более половины цыганского населения проживало в Меджимурской жупании и городе Загреб.
По переписи 2011 года крупнейшими религиозными группами среди цыган были католики (8299 или 49,77 % из них), мусульмане (5039 или 30,22 % из них) и православные (2381 или 14,02 % из них).
Фамилии цыганского происхождения Оршош и Оршуш являются третьей и четвёртой по распространённости фамилиями в Меджимурской жупании.

## Культура

### Язык
Большинство цыган в Хорватии говорят на бояшском диалекте румынского языка. По оценкам, около 80 процентов цыган в Хорватии говорят на этой разновидности румынского языка. Есть также небольшие группы, говорящие на цыганском языке, происходящем из современной Индии, и на албанском языке.
Цыганское население в жупаниях Меджимурска, Осьечко-Бараньска и Бродско-Посавска говорит на бояшском диалекте румынского языка, в то время как цыганский язык более распространён среди недавних цыганских иммигрантов, которые живут в крупных городских центрах.
Европейская хартия языков меньшинств является очень важным документом Совета Европы, который способствует использованию и защите языков меньшинств, и правительство Хорватии в течение длительного времени делало оговорку в отношении цыганского языка, чтобы исключить его из-под защиты Хартии. Причина этого в том, что большинство цыганского населения в Хорватии говорит на бояшском диалекте румынского языка, а не на цыганском языке, и оговорка служит для защиты бояшского диалекта румынского языка от навязывания цыганского языка.
Официальный представитель цыганского народа в парламенте Хорватии Велько Кайтази навязывал и пытался навязать цыганский язык, что встретило сопротивление со стороны бояшского большинства. Чиновник Министерства образования Нада Джакир прокомментировала его усилия, заявив, что Кайтази хочет, чтобы цыгане Хорватии выучили цыганский язык, который не является их родным языком, а иностранным. После того, как Джакир вышла на пенсию, Кайтази продолжил свои усилия по внедрению цыганского языка для цыганского меньшинства в школах.
Более того, цыганоязычное меньшинство не считает бояшское большинство настоящими цыганами и считает их румынами. С другой стороны, община Бояш ругает прибывших из Косова цыган за отсутствие «хорватства».

### Религия
По переписи 2011 года крупнейшими религиозными группами среди цыган были католики (8299 или 49,77 % из них), мусульмане (5039 или 30,22 % из них) и православные (2381 или 14,02 % из них).

## Цыгане в современной Хорватии
В Республике Хорватия цыгане по-прежнему остаются в значительной степени маргинализированными, поэтому у правительства есть программа по предоставлению им систематической помощи с целью улучшения условий их жизни и включения их в общественную жизнь. По данным опроса, проведённого в 1998 году, 70 % опрошенных семей на тот момент не имели постоянно работающих членов семьи, 21 % имели одного члена и 6 % имели двух постоянно работающих членов. Дополнительные риски включают плохие жилищные условия, недостаточное снабжение чистой водой и недостаточную инфраструктуру электроснабжения в цыганских поселениях, плохое здравоохранение и низкий средний уровень образования.
Цыгане избирают специального представителя в хорватский парламент вместе с членами одиннадцати других национальных меньшинств. Первый такой член парламента Назиф Мемеди был избран на парламентских выборах 2007 года. В 2010 году цыгане были включены в преамбулу Конституции Хорватии и тем самым признаны одним из автохтонных национальных меньшинств. В 2012 году на факультете гуманитарных и социальных наук Загребского университета впервые были введены курсы «Цыганский язык» и «Литература и культура рома».

### Цыгане в Меджимурской жупании
По оценкам и имеющимся данным, на начало 2009 года в Меджимурской жупании проживало около 5500 цыган, или 4,7 % от общей численности населения, что делало их крупнейшим национальным меньшинством в жупании. По данным переписи 2011 года, цыганами себя назвали 2887 человек (2,44 %). Разницу между данными переписи населения и реальной численностью ромов можно объяснить тем фактом, что многие цыгане предпочитают не раскрывать свою принадлежность к меньшинству из-за стигматизации. Например, в муниципалитете Доня Дубрава, по данным переписи 2001 года, не проживало ни одного цыгана, хотя в то время в муниципалитете были небольшие цыганские поселения с населением около 70 человек.
Всего в Меджимурье двенадцать населённых пунктов, где проживает цыганское меньшинство. Концентрация цыган в некоторых населённых пунктах и на некоторых периферийных улицах некоторых населённых пунктов свидетельствует о территориальной сегрегации цыган внутри жупании. В более чем половине муниципалитетов Меджимурья цыгане отсутствуют или присутствуют в очень небольшом количестве.

## Известные личности
- Звонимир Бобан — бывший футболист, журналист
- Душко Костич[англ.] — учёный
- Назиф Мемеди[англ.] — политик